# Malá Bílá Vrána
Malá Bílá Vrána byla česká hudební skupina vystupující v letech 2002 až 2020. Hudební styl skupiny, někdy nazývaný "loupežnický hardcore", nešlo přesně definovat, šlo o směs punku, psychedelického rocku a folkrocku. Celé to bylo zpestřeno vlivy nejrůznějších etnických skupin. Dle vyjádření samotných členů skupiny šlo o "indiánsko-středověký-folk-rock-ethno-punk."
Kapela naposledy vystoupila v lednu 2020. V řijnu 2022 uvedl baskytarista skupiny Pája Junek, že od posledního koncertu se již kapela nikdy nesešla a on sám své působení v kapele ukončil.

## Členové kapely
- Olda Novák (od 2002) – zpěv, kytara
- Pája Junek (od 2002)– zpěv, baskytara
- Krišpína Kučerová (2002–2003) – zpěv, flétna, akordeon, perkuse
- Káťa Garcia (2002–2003) – zpěv
- Káča Šušorová (2002–2003) – zpěv, perkuse
- Věrka Hamouzová (od 2003) – zpěv, akordeon
- Ludmila Fuxová (2003) – zpěv
- Daniel Šmejkal (2003–2005) – kytara
- Máša Klepetková (2005–2006) – perkuse
- Vašek „Wasyl“ Hnátek (2003–2010) – zpěv, kytara
- Vítek Vebr (2006–?)– bicí
- Svišť Šušor (2003–2007) – perkuse (jako host)
- Kryštůfek Robin (2008–2009) – bicí
- Verča Nováková-Trojanová (2002-?) – zpěv, housle
- Jan Houdek (od 2010) – zpěv, kytara
- Vojtěch Noha (od 2010) – bicí

## Seznam vydaných alb
- Malá Bílá Vrána, demo, 2004
- Zlí vlci chlupatý, 2005
- Koník, 2007
- Rádio Buenos Aires, 2012
- Toulavej pes, 2018